# Liste ukrainischer rechtsextremer Gruppierungen
Dies ist eine Liste ukrainischer rechtsextremer Gruppierungen.

Logo Regiment Asow

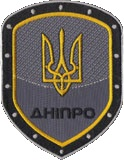
Logo Regiment Dnipro

## Kurzeinführung
Rechtsextremismus ist auch in der Ukraine ein Thema von Bedeutung. Es gibt verschiedene rechtsextreme Gruppierungen und Strömungen, die eine nationalistische und oft auch anti-russische Ideologie verfolgen. Nicht alle ukrainischen nationalistischen oder konservativen Gruppierungen können jedoch als rechtsextrem betrachtet werden.
Die wohl bekannteste der verschiedensten rechtsextremen Gruppierungen ist das Regiment Asow, ab 2014 von Ihor Kolomojskyj mitgegründet und finanziert (siehe z. B. auch den Abschnitt Finanzierung von Regiment Asow und anderen Bataillonen und den Artikel Asow-Bewegung).
Ukrainische rechtsextreme Gruppierungen setzen sich für eine starke ukrainische Identität ein und lehnen oft ethnische oder kulturelle Minderheiten ab. Es sind politische oder paramilitärische Organisationen und Gruppierungen, die eine rechtsextreme Ideologie verfolgen und für ihre nationalistische Rhetorik, paramilitärische Aktivitäten bis hin zu gewaltsamen Übergriffen auf Minderheiten bekannt sind.

## Liste
Die folgende im steten Aufbau befindliche Übersicht erhebt keinen Anspruch auf Aktualität oder Vollständigkeit:

Logo Bataillon Ajdar (Motto: Gott mit uns /)

Prawyj Sektor

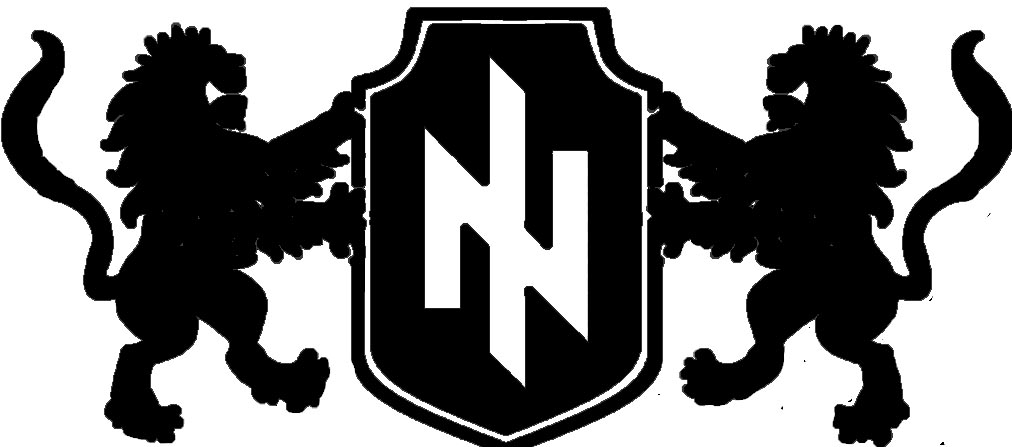
Sozial-Nationale Versammlung

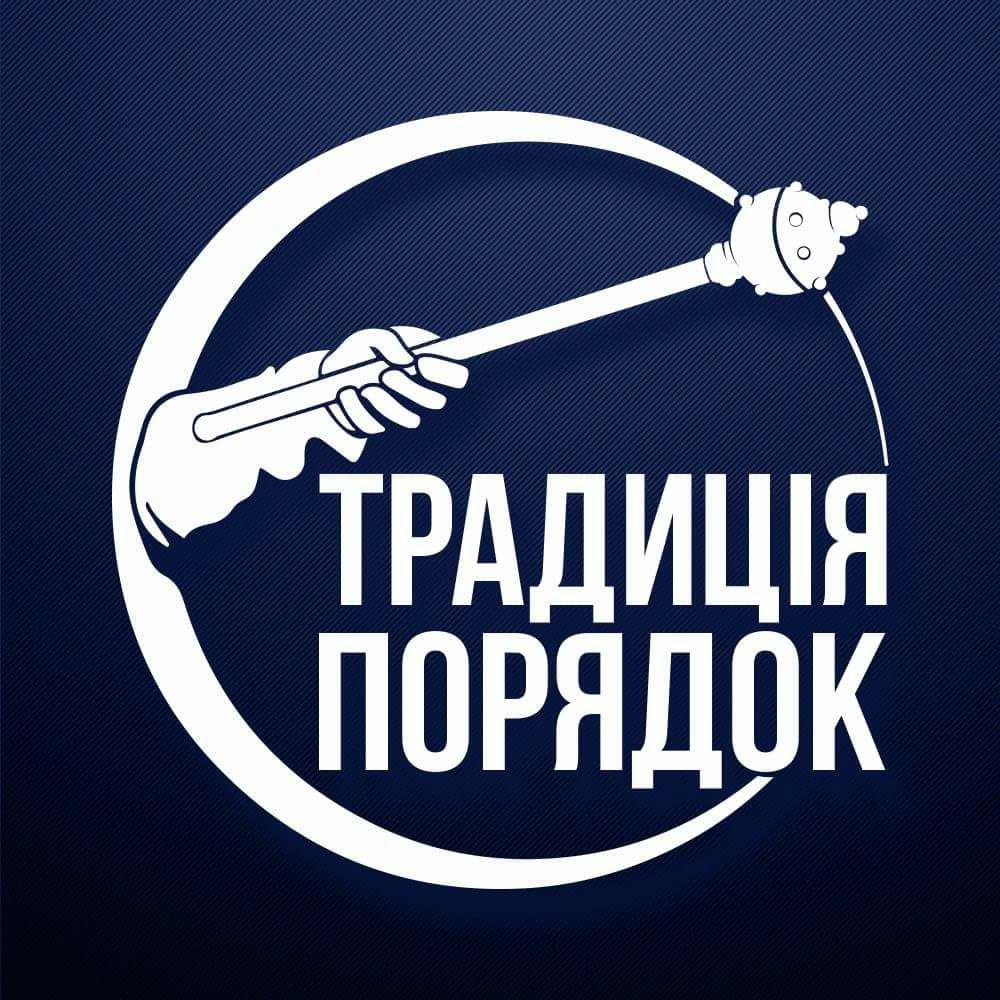
Tradition und Ordnung

Nationaler Korpus

Patriot der Ukraine

- Ajdar / Bataillon Ajdar (Батальйон Айдар), im Mai 2014 gegründet
- Allukrainische Vereinigung Swoboda, siehe unter Swoboda
- Asow / Brigade Asow (Бригада «Азов»), Aufstellung 5. Mai 2014
- Bruderschaft (Братство) Brotherhood
- С14, siehe unter S14
- Dnipro / Regiment Dnipro (Полк Дніпро), im April 2014 gegründet
- Karpathen-Sitsch (Карпатська Січ) Carpathian Sich
- Kraken, von demobilisierten Asow-Veteranen 2022 gebildete Sondereinheit
- Nationales Korps bzw. Nationaler Korpus / Nationales Corps (Національний корпус) National Corps
- Nationalni Druschini oder Nationales Kommando (Національні дружини) National Druzhyna
- Freiwilligenbewegung der OUN  (Волонтерський Рух ОУН) / OUN Volunteer Movement (Organisation Ukrainischer Nationalisten)
- Patriot der Ukraine (Патріот України)
- Prawyj Sektor (Правый сектор) Rechter Sektor
- Rache (Реванш) Revenge
- Rechter Sektor, siehe unter Prawyj Sektor
- Revolutionäre Rechte Kräfte (Революційні праві сили) (РПС) Revolutionary Right Forces[3]
- S14 (С14, Січ)[4] - s.a. Основа будущего (Foundation for the Future) und Fourteen Words
- (Safari[5])
- Sozial-Nationale Versammlung (Соціал-національна асамблея) Social-National Assembly (SNA)
- Swoboda (Свобода / Svoboda) - Allukrainische Vereinigung „Swoboda“ („Freiheit“)
- Tradition und Ordnung (Традиція і порядок) Tradition and Order
- UNA-UNSO (УНА-УНСО) Ukrainische Nationalversammlung – Ukrainische Nationale Selbstverteidigung (ukrainisch Українська Національна Асамблея-Українська Народна Самооборона, УНА-УНСО), eine ukrainische rechtsextreme Partei sowie ihr paramilitärischer Flügel

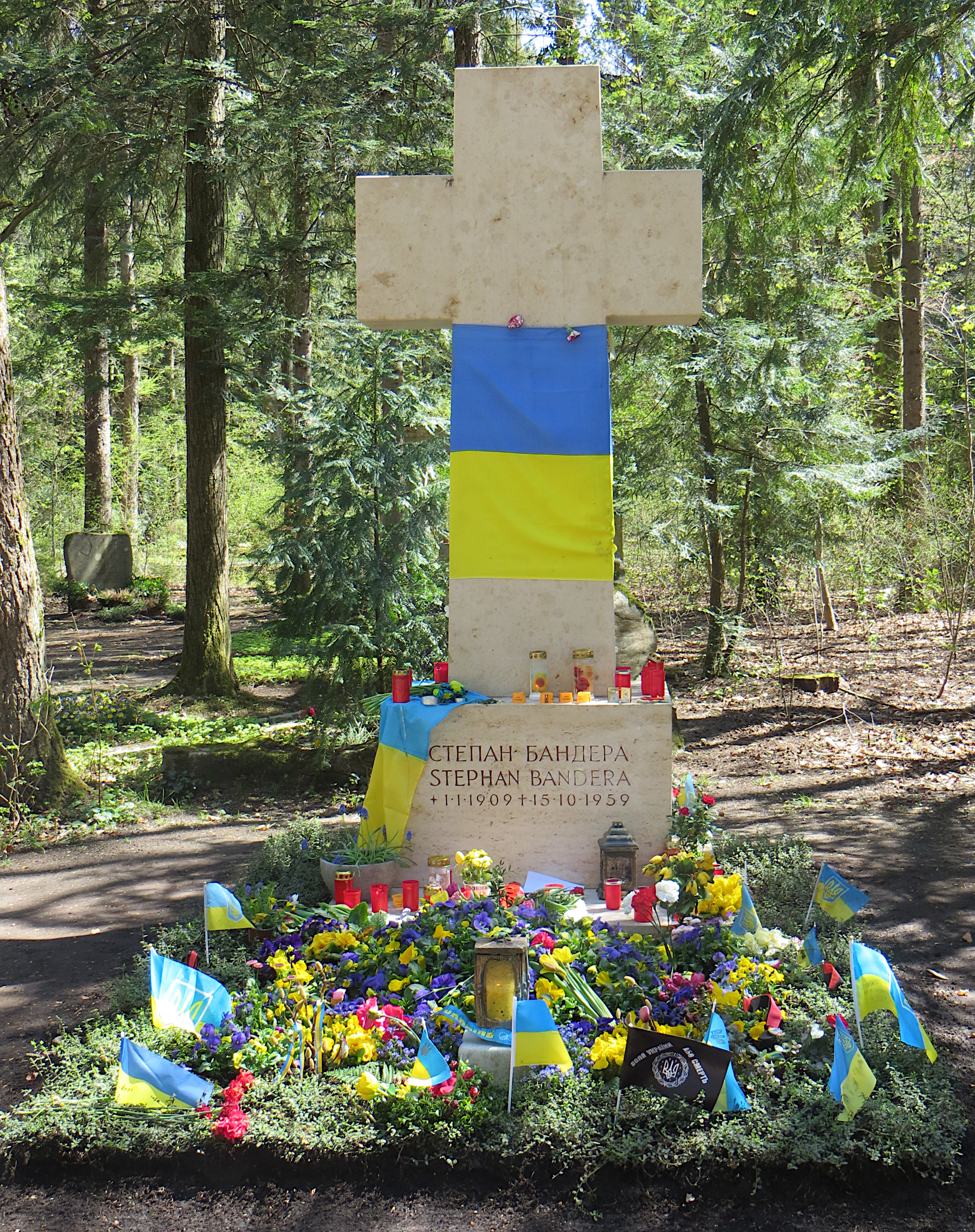
Grab Stepan Banderas auf dem Waldfriedhof in München im April 2022